# Flash Europe International
 (avril 2016).
Flash by Redspher (ex Flash Europe International) est un groupe spécialisé dans le transport, ou transport express. Fondé en 1981, il possède son siège à Contern, au Luxembourg. 
Il propose depuis 1981 des transports pour différents secteurs d’activité tels que l’industrie, la santé ou encore l’automobile. Ses deux principaux domaines de compétence concernent le « premium road », à savoir des livraisons directes, sans arrêt intermédiaire (« door-to-door ») et le « premium air » (« Air Charter », « OBC », « Premium Air Freight »)[anglicisme à remplacer] qui consiste en plusieurs types de services particuliers : les « trade lanes », le « sameday service »[anglicisme à remplacer] dans toute l’Europe et le fret aérien partout dans le monde.

## Historique
En 2007, Flash crée des filiales en Europe. Un an plus tard, l'entreprise acquiert Taxicolis (France) et FlashLine (Allemagne), deux sociétés de transport. 
En 2010, le groupe implante des filiales en Hongrie et au Portugal. En parallèle, la société intègre dans son capital les fonds d’investissements LBO France et Siparex[source insuffisante]. En 2011, le groupe crée des filiales au Maroc, en Russie et en Turquie. En 2012, Flash by Redspher acquiert Roberts Europe, un groupe de transport urgent néerlandais. Elle rachète également la même année « V-one », une société anglaise de transport express. 
En 2015, Eurazeo PME investit 32 M€ dans le groupe Flash. 
En 2018, Flash Europe International forme et adhère au groupe Redspher. Ce groupe rassemble toutes les entités du groupe au sein d'une même plate-forme. À ce jour, Redspher rassemble les entreprises et startups suivantes : Flash by Redspher, Schwerdtfeger, Easy4Pro, Upela, Easy2Go, Roberts.eu, GeniusAcademy, Easy2Trace, Yoctu. Redspher résulte des acquisitions en France et en Europe.

## Services

### Secteurs d’activité
Le groupe propose des solutions de transport pour trois principaux domaines que sont l’automobile, l’industrie et la santé.
Flash by Redspherl réalise 55 % de son chiffre d’affaires dans le secteur automobile auprès de clients tels que BMW, Renault, Audi ou encore Volkswagen. 

### Avec le consortiumDrones For Life
Flash Biologistic, branche santé du groupe Flash, a rejoint en 2015 le consortium aquitain Drones For Life, dont le but est de mettre en place des livraisons de produits santé urgents par drone entre les différents établissements du CHU de Bordeaux,,,,,,,,,,.